# Мирамонтес, Луис
Луис Эрнесто Мирамонтес Карденас (исп. Luis Ernesto Miramontes Cárdenas; 16 марта 1925 — 13 сентября 2004) — мексиканский химик.
Луис Мирамонтес окончил Национальный независимый университет в Мехико. Был профессором химии в этом университете, заместителем директора Мексиканского института нефти. Работал в области органической химии, фармацевтики, нефтехимии и др. Однако наиболее известным его научным достижением является произведенный им 15 октября 1951 г., ещё студентом, вещества, получившего название норэтиндрон (англ. norethindrone), — синтетического аналога прогестерона (патент на норэтиндрон был получен Мирамонтесом совместно с его научными руководителями Джорджем Розенкранцем и Карлом Джерасси, разработавшими программу исследований). Это вещество было в дальнейшем использовано в качестве активного вещества первого в мире орального контрацептива, которым, как считается, воспользовались около 300 миллионов женщин во всём мире. В 2005 г. Мексиканская Академия наук признала это изобретение Мирамонтеса самым значительным вкладом, когда-либо внесённым Мексикой в мировую науку.

## Выбранные издания
- Miramontes L; Rosenkranz G; Djerassi C. 1951 Journal Of The American Chemical Society 73 (7): 3540-3541 Steroids .22. The Synthesis Of 19-Nor-Progesterone[1]

- Sandoval A; Miramontes L; Rosenkranz G; Djerassi C. 1951 Journal Of The American Chemical Society 73 (3): 990—991. The Dienone Phenol Rearrangement[2]

- Sandoval A; Miramontes L; Rosenkranz G; Djerassi C; Sondheimer F. 1953 Journal Of The American Chemical Society 75 (16): 4117-4118 Steroids .69. 19-Nor-Desoxycorticosterone, A Potent Mineralocorticoid Hormone[3]

- Mancera O; Miramontes L; Rosenkranz G; Sondheimer F; Djerassi C. 1953 Journal Of The American Chemical Society 75 (18): 4428-4429 Steroidal Sapogenins .28. The Reaction Of Peracids With Enol Acetates Of Delta-8-7-Keto And Delta-8-11-Keto Steroidal Sapogenins[4]

- Djerassi C; Miramontes L; Rosenkranz G. 1953 Journal Of The American Chemical Society 75 (18): 4440-4442 Steroids .48. 19-Norprogesterone, A Potent Progestational Hormone[5]

- Djerassi C; Miramontes L; Rosenkranz G; Sondheimer F. 1954 Journal Of The American Chemical Society 76 (16): 4092-4094 Steroids .54. Synthesis Of 19-Nor-17-Alpha-Ethynyltestosterone And 19-Nor-17-Alpha-Methyltestosterone[6]

- Miramontes L; Aguinaco P; Romero MA. 1960 Journal Of The American Chemical Society 82(23): 6153-6155 Synthesis of 6-Methyl Steroids[7]

## Запатентованные изобретения
- Carl Djerassi, Luis Miramontes, George Rosenkranz (1956), Delta 4-19-nor-17alpha-ethinylandrosten-17beta-ol-3-one and process, U.S. Patent 2 744 122
- Carl Djerassi, Luis Miramontes (1956), Cyclopentanophenanthrene derivatives and compounds, U.S. Patent 2 759 951.
- Carl Djerassi, Luis Miramontes, George Rosenkranz (1956), 17alpha-methyl-19-nortesterone, U.S. Patent 2 774 777.
- Miramontes Luis E., Romero Miguel A, Ahuad Farjat Fortunato (1959), Preparation of 6-methyl steroids of the pregnane series from diosgenin, U.S. Patent 2 878 246.
- Miramontes Luis E., Romero Miguel A, Fritsche O, Preparation of 6-methyl steroids of the pregnane series, U.S. Patent 2 878 247.
- Miramontes Luis E. (1959), Procedure for obtaining sapogenins from natural un-dried products, U.S. Patent 2 912 362.
- Carl Djerassi, Luis Miramontes, George Rosenkranz (1959), DELTA.4-19-NOR-17.alpha.-ETHINYLANDROSTEN-17.beta.-OL-3 ONE, Canada Patent CA 571510
- Miramontes Luis E., Romero Miguel A (1960), 12alpha-hydroxy-12beta-methyltigogenin and 12-methylene steroids derived therefrom, U.S. Patent 2 954 375.
- Miramontes Luis E., Romero Miguel A, Ahuad Farjat Fortunato (1961), 3beta-alkanoyloxy-6-methyl-5,16-pregnadien-20-ones, U.S. Patent 3 000 914.
- Miramontes Luis E. (1961), Process for the production of 3beta-hydroxy-16alpha, 17alpha-epoxy-5-pregnen-20-one, U.S. Patent 3 004 967.
- Miramontes Luis E. (1961), Resolution of sapogenin mixtures and intermediate products, U.S. Patent 3 013 010.
- Miramontes Luis E. (1962), Hecogenin azine and alkyliden-azinotigogenins, U.S. Patent 3 033 857.
- Miramontes Luis E., Fritsche Oscar, Romero Miguel A (1963), DEHYDRO-OXYGENATED-6-METHYL-16.alpha.,17.alpha.-EPOXYPREGN-20-ONE-DERIVATIVES, Canada Patent CA 673756.
- Miramonte, Luis E., Flores Humberto J (1968), Process for isolation of solanum alkaloids from solanum plants, U.S. Patent 3 385 844.
- Miramonte, Luis E. (1972), Process for the conversion of exhaust gases of the internal combustion engines into harmless products, U.S. Patent 3 808 805.
- Miramontes Luis E., Castillo Cervantes Salavador, Moran Pineda Florencia M (1996), Catalytically active ceramic monoliths for the reduction of leaded gasoline fueled engine pollutants and the production thereof, U.S. Patent 5 534 475.